# U-300
| U-300 | U-300 | U-300 |
| --- | --- | --- |
| | | |
| | | |
| U-995, однотипний з U-300                                                                                            | | |
| Під прапором | Третій Рейх | Третій Рейх |
| Спуск на воду | 23 листопада 1943 року | 23 листопада 1943 року |
| Виведений зі складу флоту                                                                                            | 29 грудня 1943 року | 29 грудня 1943 року |
| Сучасний статус | 22 лютого 1945 року потоплений поблизу Куартейри британськими тральщиками «Рекрут» і «Пінчер»                                                          | 22 лютого 1945 року потоплений поблизу Куартейри британськими тральщиками «Рекрут» і «Пінчер»                                                          |
| Бойовий досвід | Друга світова війна Битва за Атлантику | Друга світова війна Битва за Атлантику |
| Проєкт | | |
| Тип ПЧ | середній торпедний ДПЧ | середній торпедний ДПЧ |
| Вартість | 4 714 000 ℛℳ | 4 714 000 ℛℳ |
| Основні характеристики                                                                                               | | |
| Швидкість (надводна)                                                                                                 | 17,9 вузла | 17,9 вузла |
| Швидкість (підводна)                                                                                                 | 8 вузлів | 8 вузлів |
| Робоча глибина занурення                                                                                             | 100 м | 100 м |
| Гранична глибина занурення                                                                                           | 250 м | 250 м |
| Дальність плавання                                                                                                   | 8500 морських миль (15 700 км) на швидкості 10 вузлів (у надводному положенні) 80 морських миль (150 км) на швидкості 4 вузли (в підводному положенні) | 8500 морських миль (15 700 км) на швидкості 10 вузлів (у надводному положенні) 80 морських миль (150 км) на швидкості 4 вузли (в підводному положенні) |
| Екіпаж | 44—60 осіб | 44—60 осіб |
| Розміри | | |
| Довжина найбільша (по КВЛ)                                                                                           | 67,1 м | 67,1 м |
| Ширина корпусу найб.                                                                                                 | 6,2 м | 6,2 м |
| Висота | 9,6 м | 9,6 м |
| Середня осадка (по КВЛ)                                                                                              | 4,74 м | 4,74 м |
| Водотоннажність надводна                                                                                             | 759 т | 759 т |
| Силова установка | | |
| дизель-електрична; 2 дизельних двигуни Germaniawerft M6V 40/46, 2 електродвигуни Siemens-Schuckert-Werke GU 343/38-8 | | |
| Гвинти | 2 | 2 |
| Потужність | 2800—3200 к.с. (дизелі) 750 к.с. (електродвигуни) | 2800—3200 к.с. (дизелі) 750 к.с. (електродвигуни) |
| Озброєння | | |
| Артилерія | 1 × 88-мм палубна гармата SK C/35 | 1 × 88-мм палубна гармата SK C/35 |
| Торпедно- мінне озброєння                                                                                            | 4 носових і один кормовий ТА 14 торпед або 26 мін TMA чи TMB                                                                                           | 4 носових і один кормовий ТА 14 торпед або 26 мін TMA чи TMB                                                                                           |
| ППО | 1 × 37-мм зенітна гармата Flak M42 2 × 20-мм зенітні гармати FlaK 30                                                                                   | 1 × 37-мм зенітна гармата Flak M42 2 × 20-мм зенітні гармати FlaK 30                                                                                   |

U-300 — німецький середній підводний човен типу VIIC/41, що входив до складу Військово-морських сил Третього Рейху за часів Другої світової війни. Закладений 9 квітня 1943 року на верфі Bremer Vulkan у Бремені. Спущений на воду 23 листопада 1943 року, а 29 грудня 1943 року корабель увійшов до складу 8-ї навчальної флотилії ПЧ ВМС нацистської Німеччини. Єдиним командиром човна був оберлейтенант-цур-зее Фріц Гайн.

## Історія служби
U-300 належав до німецьких підводних човнів типу VIIC/41, однієї з модифікацій найчисленнішого типу субмарин Третього Рейху, яких випущено 703 одиниці. Службу розпочав у складі 8-ї навчальної та з 1 серпня 1944 року — після завершення підготовки — у 7-й, а з 1 жовтня 1944 року в 11-й бойових флотиліях ПЧ Крігсмаріне. З липня 1944 і до останнього походу у лютому 1945 року U-300 здійснив 3 бойових походи в Атлантичний океан. Підводний човен потопив 2 судна, сумарною водотоннажністю 7559 брутто-реєстрових тонн, одне пошкодив (7176 GRT), і одному завдав невідновлювальних пошкоджень (9551 GRT).
19 лютого 1945 року U-300 здійснював третій похід, коли був виявлений західніше Кадіса британськими кораблями й атакований глибинними бомбами озброєної яхти «Івейдн». Ледве уникнувши загибелі, човен намагався втекти, але був наздогнаний та обстріляний корабельною артилерією британських тральщиків «Рекрут» і «Пінчер». Унаслідок уражень U-300 затонув поблизу Куартейри. 9 членів екіпажу загинули, 41 вціліли.

## Перелік затоплених U-300 суден у бойових походах
| №                                                           | Дата              | Назва            | Тип                | Належність      | Водотоннажність (брт) | Вантаж                                                | Конвой        | Результат та координати                                                       | Наслідки атаки для екіпажу     | Прим.                |
| ----------------------------------------------------------- | ----------------- | ---------------- | ------------------ | --------------- | --------------------- | ----------------------------------------------------- | ------------- | ----------------------------------------------------------------------------- | ------------------------------ | -------------------- |
| Другий похід (4.10—2.12.1944, 60 діб; Тронгейм—Ставангер)   |                   |                  |                    |                 |                       |                                                       |               |                                                                               |                                |                      |
| 1                                                           | 10 листопада 1944 | Shirvan          | танкер             | Велика Британія | 6 017                 | 8050 тонн дизельного палива                           | Конвой UR 142 | потоплений 64°08′ пн. ш. 22°50′ зх. д. / 64.133° пн. ш. 22.833° зх. д.        | 45 (18 загинули та 27 вціліло) |                      |
| 2                                                           | 10 листопада 1944 | Godafoss         | вантажне судно     | Ісландія        | 1 542                 | 1240 тонн генеральних вантажів                        | Конвой UR 142 | потоплено 64°08′ пн. ш. 22°45′ зх. д. / 64.133° пн. ш. 22.750° зх. д.         | 44 (25 загинули та 19 вціліло) |                      |
| Третій похід (21.01—22.2.1945, 33 доби; Ставангер—загибель) |                   |                  |                    |                 |                       |                                                       |               |                                                                               |                                |                      |
| 3                                                           | 17 лютого 1945    | Michael J. Stone | суховантажне судно | США             | 7 176                 | 7705 тонн висадочних матів, мастила, асфальт та джипи | Конвой UGS 72 | пошкоджено 35°56′ пн. ш. 5°45′ зх. д. / 35.933° пн. ш. 5.750° зх. д.          | 73 (усі вціліли)               | судно типу «Ліберті» |
| 4                                                           | 17 лютого 1945    | Regent Lion      | танкер             | Велика Британія | 9 951                 | 12440 тонн авіаційного палива                         | Конвой UGS 72 | повністю зруйноване 35°56′ пн. ш. 5°45′ зх. д. / 35.933° пн. ш. 5.750° зх. д. | 52 (7 загинули та 45 вцілілих) |                      |